# Вата (Качаник)
Вата (алб. Vatë) је насеље у општини Качаник, Косово и Метохија, Република Србија.

## Становништво
| Демографија | Демографија | Демографија |
| Година      | Становника  | Становника  |
| ----------- | ----------- | ----------- |
| 1948.       | 508         |             |
| 1953.       | 553         |             |
| 1961.       | 603         |             |
| 1971.       | 758         |             |
| 1981.       | 1.062       |             |
| 1991.       | 1.290       |             |